# Xavier Bichat
Marie François Xavier Bichat (født 14. november 1771, død 22. juli 1802) var en fransk anatom og patolog, der er kendt som faderen til den moderne histologi Selvom han arbejdede uden et mikroskop identificerede Bichat 21 typer af væv som menneskets organer består af. Han var oså "de første der foreslog at væv er et centralt element i menneskelg anatomi, og han betragtede organer som en samling af forskelligartede typer væv, frem for som en selvstændig enhed".
Selvom Bichat "stortset ikke var kendt uden for den medicinske verden i Frankrig" ved sin død, så "havde hans system af histologi og patalogisk anatomi taget både den franske og engelske lægeverde med storm" blot 40 år senere." Bichatt-vævteorien blev "i høj grad medvirkende til forbedringer hos hospitalslæger" i modsætning til emperisk terapi, da "sygdomme nu blev defineret i form af specifikke læsioner i forskelige typer væv, og blev grundlaget en klassifikation og en liste af diagnoser".